# Polyommatus anticeolunata
Polyommatus anticeolunata är en fjärilsart som beskrevs av Ruggero Verity 1943. Polyommatus anticeolunata ingår i släktet Polyommatus och familjen juvelvingar. Inga underarter finns listade i Catalogue of Life.